# Río Aguapeí
El río Aguapeí o Feio es un corto río brasileño, en el estado de São Paulo. Su naciente está en el municipio de Gália, cerca de la ruta SP-294. Discurre con dirección norte hasta la ciudad de Lins donde adopta una dirección oeste, paralela a la del río Tietê hasta desembocar en el río Paraná entre las ciudades de Nova Independência y São João do Pau d'Alho.
Los principales afluentes del río son, por la margen derecha: río da Jangada, río Quinze de Janeiro y río Claro; y por la margen izquierda: río Tibiriçá, río Cainguangue, río Iacri, río do Pavāo y río Iracema.
- Datos: Q9071593
- Multimedia: Aguapeí River / Q9071593